# Schokland
Schokland (municipalità di Noordoostpolder) è una ex isola dello Zuiderzee, nei Paesi Bassi.

## Storia
Schokland perse il suo status di isola quando Noordoostpolder la rubò al mare nel 1942. I resti sono tuttora visibili come parte leggermente sopraelevata del polder e grazie al muro di sostegno di 'Middelbuurt' che fermava l'avanzata del mare, ancora parzialmente intatto. Come risultato dell'innalzamento del mare Schokland si trasformò da insediamento famoso nel medioevo a luogo sotto la minaccia costante delle inondazioni nel diciannovesimo secolo. In quel periodo gli abitanti si ritirarono sui tre punti più elevati della zona, Emmeloord, Molenbuurt e Middelbuurt.
La principale inondazione del 1825 distrusse l'area, e nel 1859 il governo decise di chiudere definitivamente gli insediamenti a Schokland. L'ex municipalità di Schokland venne quindi unita a quella di Kampen sulla terraferma. Oggi Schokland è un sito archeologico famoso ed ospita lo Schokland Museum, e fu il primo sito dei Paesi Bassi ad essere indicato dall'UNESCO quale patrimonio dell'umanità.

## Galleria d'immagini

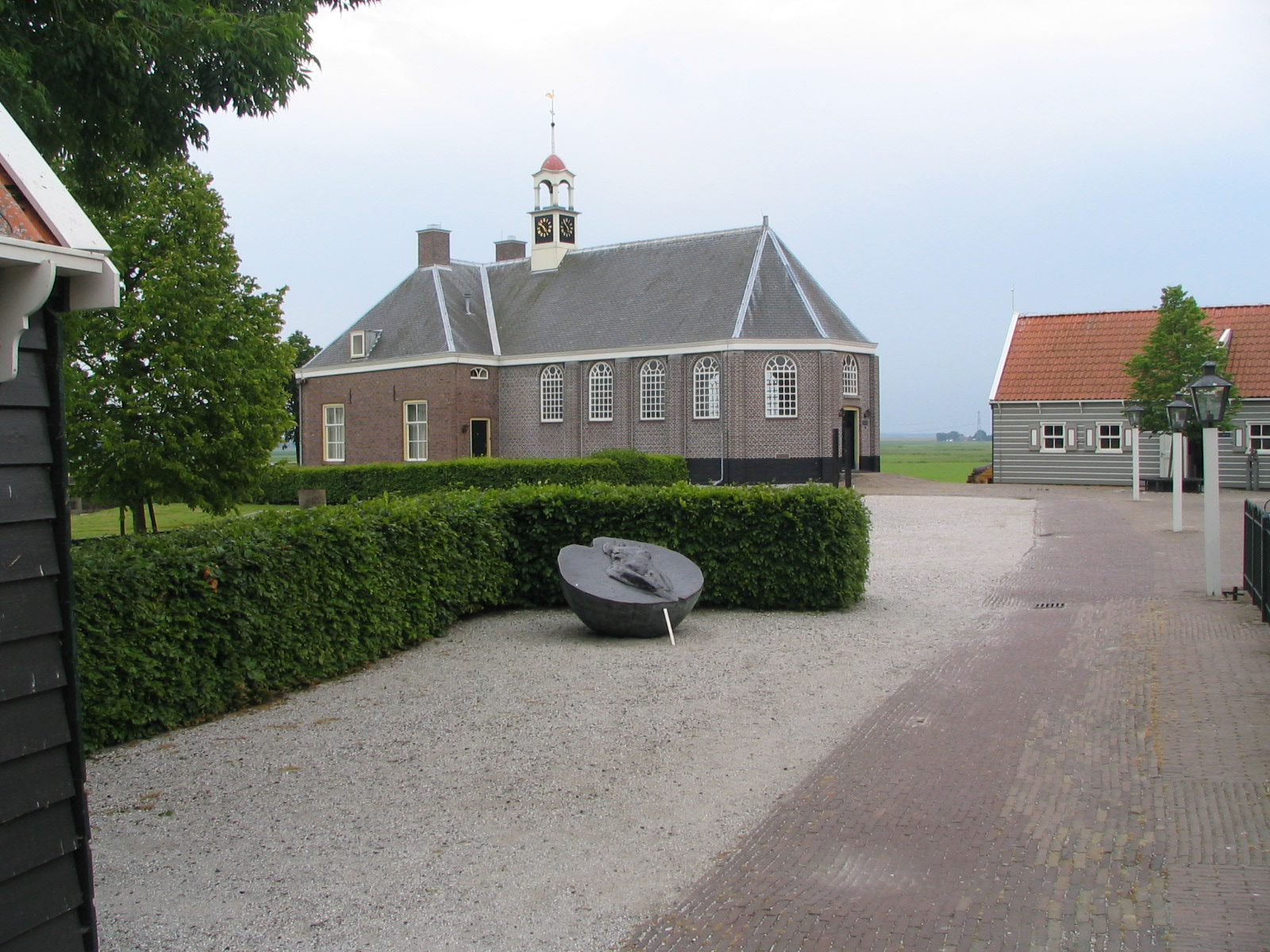
Chiesa di Schokland
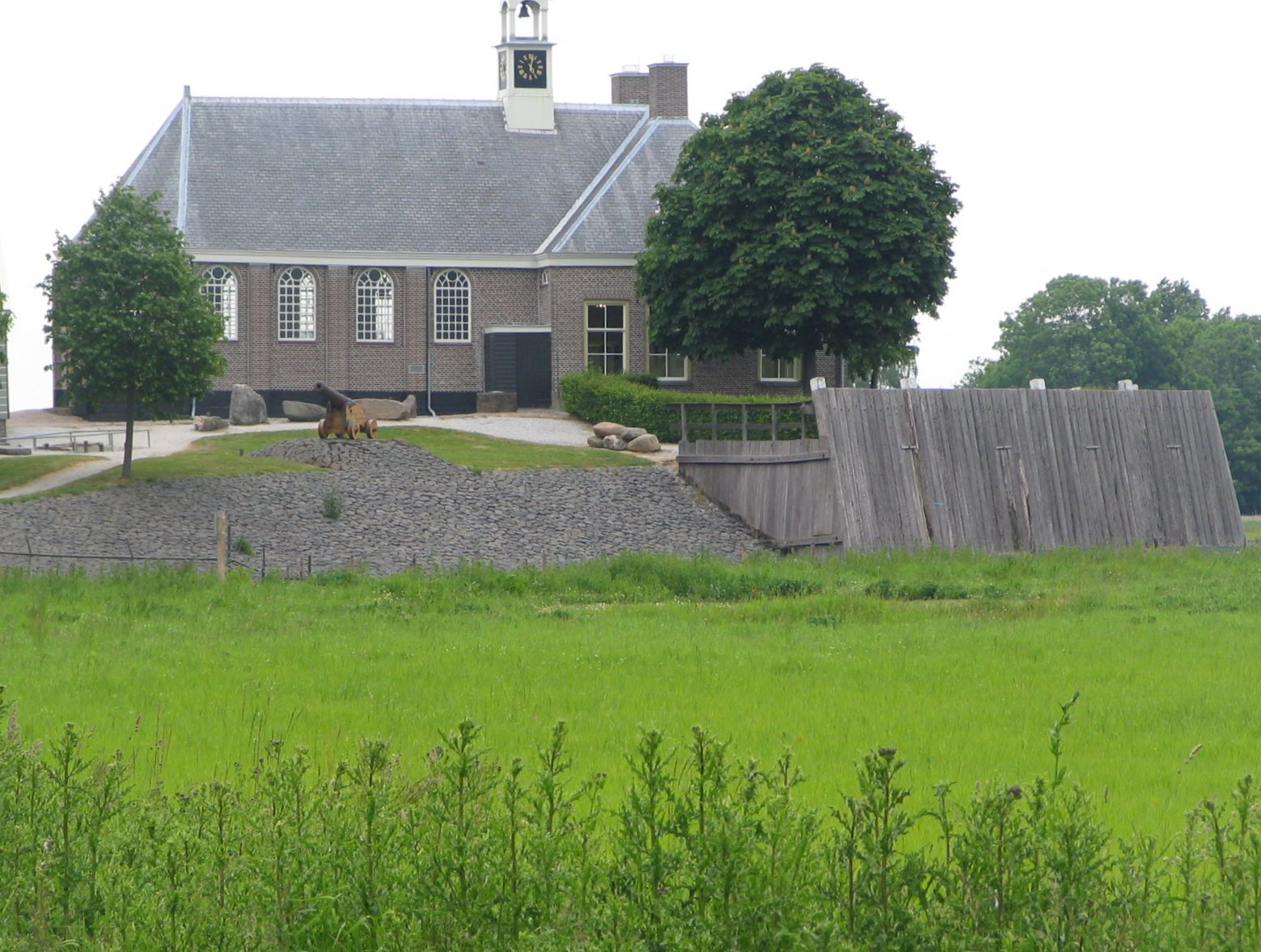
Chiesa con i muri di contenimento contro il mare
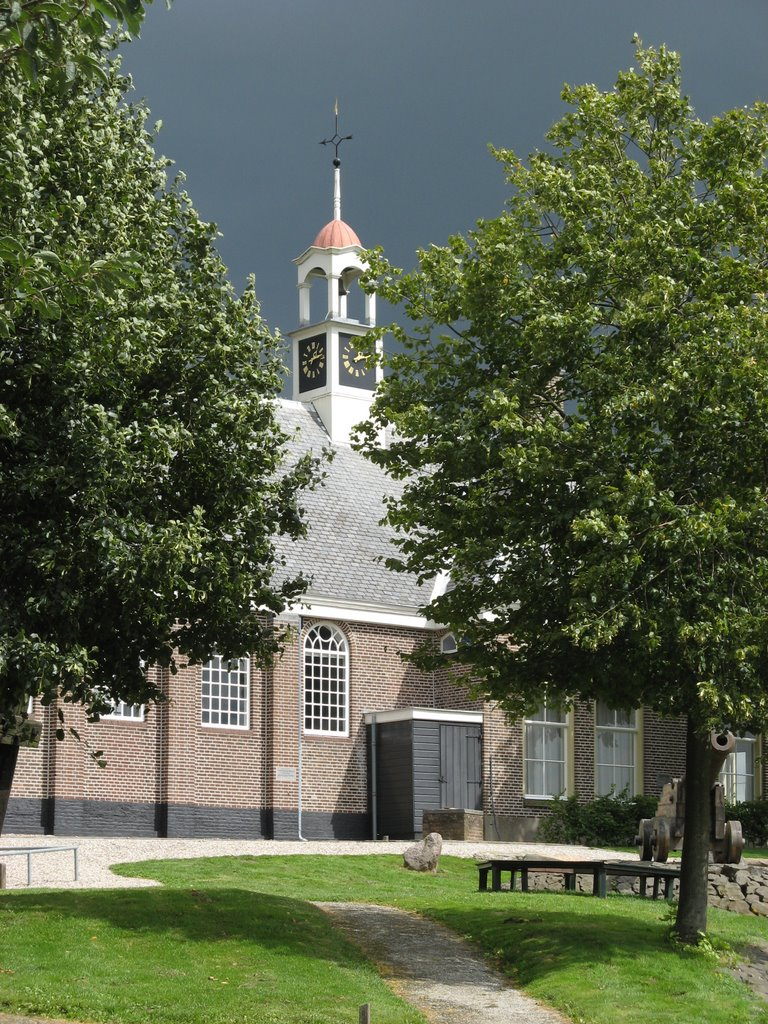